# زنده (ترانه جنیفر لوپز)
«زنده» تک‌آهنگی از هنرمند اهل ایالات متحده آمریکا جنیفر لوپز است که در ۲۱ مه ۲۰۰۲ منتشر شد.
این تک‌آهنگ در چارت‌های جزو ده ترانه اول قرار گرفت.